# Nora Waldstätten
 (janvier 2022).
Le contenu est difficilement compréhensible vu les erreurs de traduction, qui sont peut-être dues à l'utilisation d'un logiciel de traduction automatique.
 (janvier 2022).
Nora Marie-Theres Beatrice Elisabeth Waldstätten, née le 1er décembre 1981 à Vienne, anciennement connue sous le nom de Nora von Waldstätten, est une actrice autrichienne.

## Débuts
Nora Marie-Theres Beatrice Elisabeth Waldstätten est née le 1er décembre 1981. Elle est membre de l'ancienne noblesse autrichienne de la famille des barons de Waldstätten. Étant données les dispositions de la loi autrichienne sur l'élimination des titres de noblesse, qui interdisent que ce nom soit un titre nobiliaire, Nora von Waldstätten n'a utilisé ce nom que jusqu'à la fin de l'année 2016 comme nom de scène. En 2003, elle entre à l'Université des Arts de Berlin dont elle sort diplômée en 2007. Durant cette période, elle est engagée dans plusieurs productions pour le cinéma et la télévision.

## Carrière

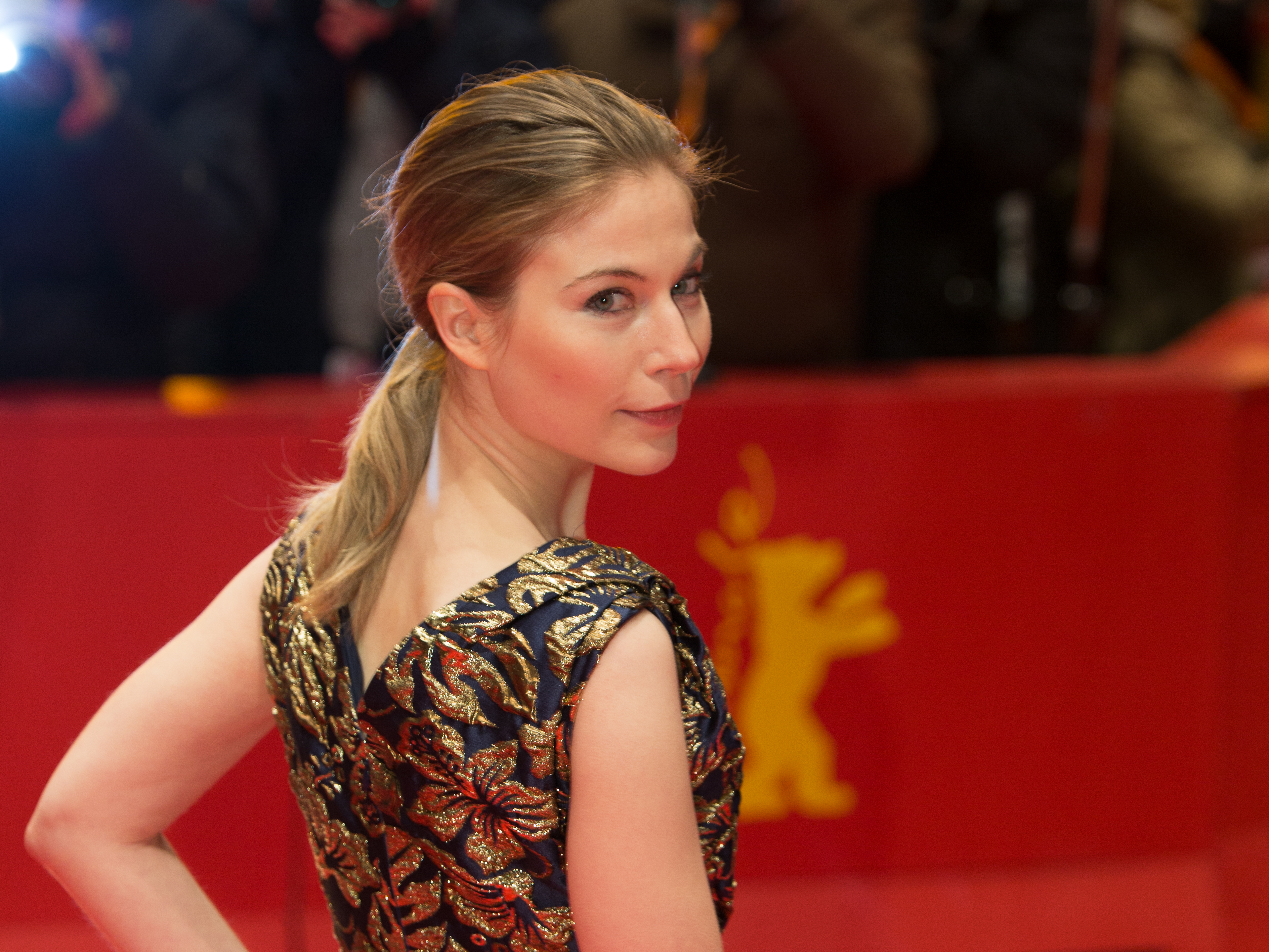
Waldstätten à la Berlinale 2017.

En 2004, elle se fait connaître pour son rôle dans Jargo (de) de María Sólrún Sigurðardóttir, en 2005, auprès d'un large public grâce à sa participation à la série policière télévisée Tatort. Pour sa performance dans la série, elle est récompensée du New Faces Award, prix décerné pour les jeunes talents du magazine Bunte en 2009. En 2010, elle reçoit le prix de la meilleure jeune actrice au festival du film Max Ophüls Award pour le film Schwerkraft (Force d'attraction). Sur le plan international, elle apparait dans le rôle de Magdalena Kopp dans le biopic d'Olivier Assayas Carlos qui reçoit un Golden Globe en 2011. La même année, elle apparait dans un court métrage promotionnel de l'embouteilleur d'eau minérale autrichien, Vöslauer Mineralwasser GmbH.  En 2012, elle joue dans l'adaptation télévisée internationale du roman Monde sans fin de Ken Follett et, en 2015, dans la série télévisée autrichienne Altes Geld. En 2016, elle incarne le personnage de Kyra dans Personal Shopper avec Kristen Stewart et Lars Eidinger. Le film remporte le prix du meilleur réalisateur pour Olivier Assayas au Festival de Cannes.
Nora Waldstätten vit désormais à Berlin. Depuis 2007, elle a joué au Deutsches Theater dans plusieurs productions. En 2010, elle apparait également dans deux pièces de théâtre au Schauspiel Köln.

## Filmographie partielle

### Au cinéma
- 2004 : Jargo (de) de María Sólrún Sigurðardóttir : Mona
- 2004 : 2nd and A : Mavi (court métrage)
- 2005 : L'Imposteur (Falscher Bekenner) : Katja Fichtner
- 2006 : Rukelie : Clara (court métrage)
- 2007 : The Other Possibility : Kaz Hauser
- 2008 : Tangerine (de) d'Irene von Alberti : Pia
- 2008 : Was bleibt : Ex Girlfriend (court métrage)
- 2009 : Parkour (de) de Marc Rensing : Hannah
- 2009 : Force d'attraction (Schwerkraft) de Maximilian Erlenwein (de) : Nadine
- 2009 : La Comtesse : Kati von Kraj
- 2010 : Carlos d'Olivier Assayas : Magdalena Kopp
- 2013 : October November (en) : Sonja
- 2014 : Sils Maria (Clouds of Sils Maria) d'Olivier Assayas : actrice dans un film de science-fiction
- 2014 : Fünf Freunde 3 (de) de Mike Marzuk : Cassi
- 2015 : Die dunkle Seite des Mondes (de) de Stephan Rick : Lucille
- 2015 : Das ewige Leben (de) de Wolfgang Murnberger : Dr. Irrsiegler
- 2016 : Personal Shopper d'Olivier Assayas : Kyra
- 2017 : Grießnockerlaffäre (de) de Ed Herzog : Elisabeth Mayerhofer
- 2017 : La Tête à l'envers (Wilde Maus) de Josef Hader : Redakteurin Fitz
- 2018 : Sauerkrautkoma (de) de Ed Herzog : Elisabeth Mayerhofer
- 2019 : Lands of Murders (Lands of Murders) : Katharina Kraft
- 2021 : Kaiserschmarrndrama (de) de Ed Herzog : Elisabeth Mayerhofen

### À la télévision
- 2012 : Un monde sans fin (World Without End) de Michael Caton-Jones : Gwenda
- 2014 - 2023 : Meurtres en eaux troubles (Die Toten vom Bodensee) d'Andreas Linke, Hannu Salonen, Michel Schneider…: épisodes 1 à 15 : Hannah Zeiler
- 2018 : Les Rivières pourpres de Jean-Christophe Grangé : Laura von Geyesberg
- 2019 : 8 Jours (8 Tage) de Stefan Ruzowitzky et Michael Krummenacher : Marion
- 2020 : The New Pope (litt. « le nouveau pape ») de Paolo Sorrentino : la sœur Lisette

## Distinctions
| An   | Décerner                            | Catégorie               | œuvre nommée          | Résultat |
| ---- | ----------------------------------- | ----------------------- | --------------------- | -------- |
| 2009 | Prix Nouveaux Visages               | Meilleure jeune actrice | Tatort                | Lauréat  |
| 2010 | Prix du Festival du Film Max Ophüls | Meilleure jeune actrice | Schwerkraft (Gravity) | Lauréat  |
| 2015 | Prix International des Acteurs      | Meilleure actrice       | Vie éternelle         | Lauréat  |